# Межозьорни (Челябинска област)
Межозьорни (на руски: Межозёрный) е селище от градски тип в Русия, разположено във Верхнеуралски район, Челябинска област. Населението му към 1 януари 2018 година е 6879 души.